# NGC 7227
NGC 7227 is een lensvormig sterrenstelsel in het sterrenbeeld Hagedis. Het hemelobject werd op 1 september 1872 ontdekt door de Franse astronoom Édouard Jean-Marie Stephan.

## Synoniemen
- UGC 11942
- MCG 6-48-15
- ZWG 513.12
- PGC 68243